# 깟씨

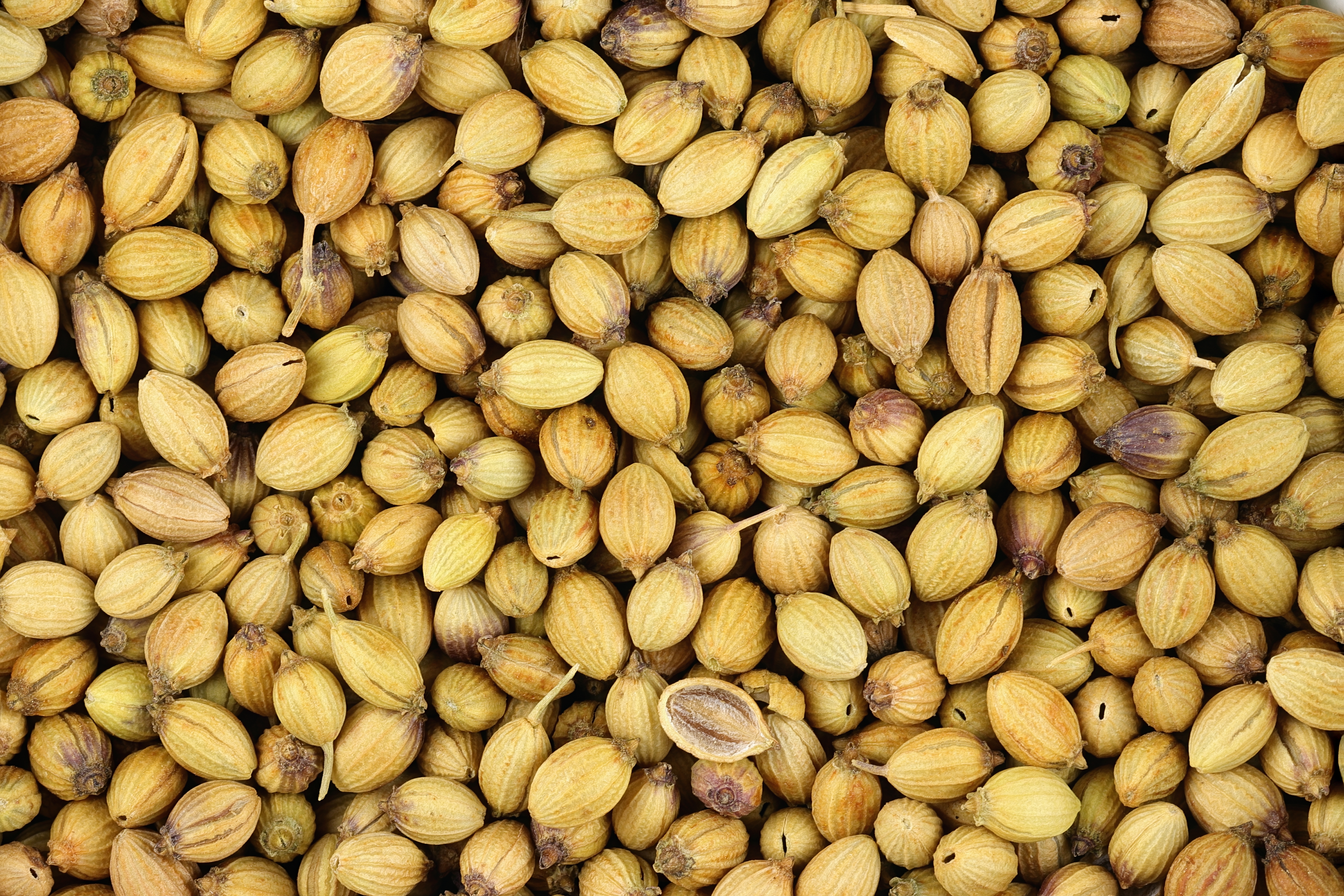
깟씨

깟씨는 고수의 씨이다. 흔히 고수 씨라고 불린다. 잎과 마찬가지로 주로 향신료로 사용된다.

## 사진

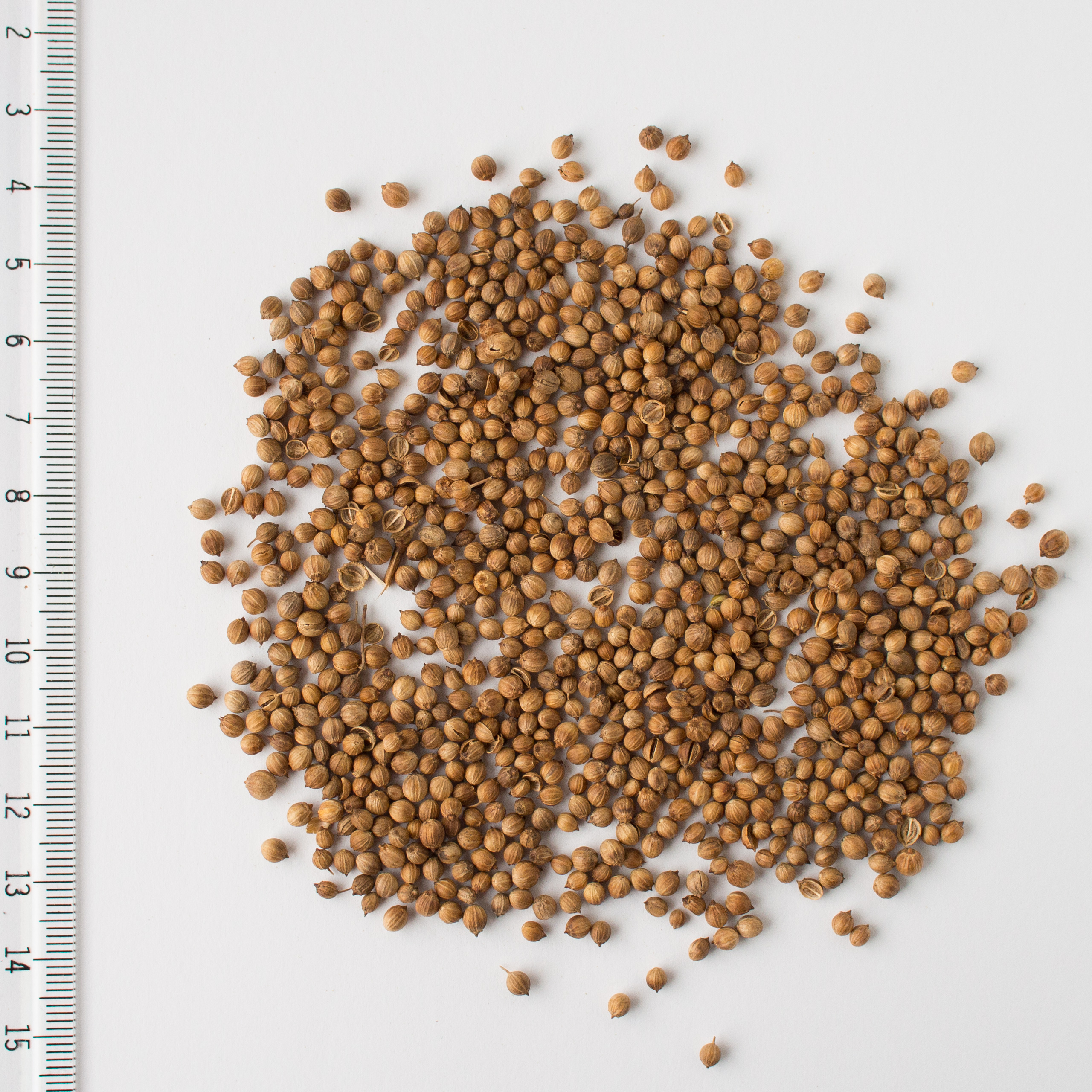
깟씨
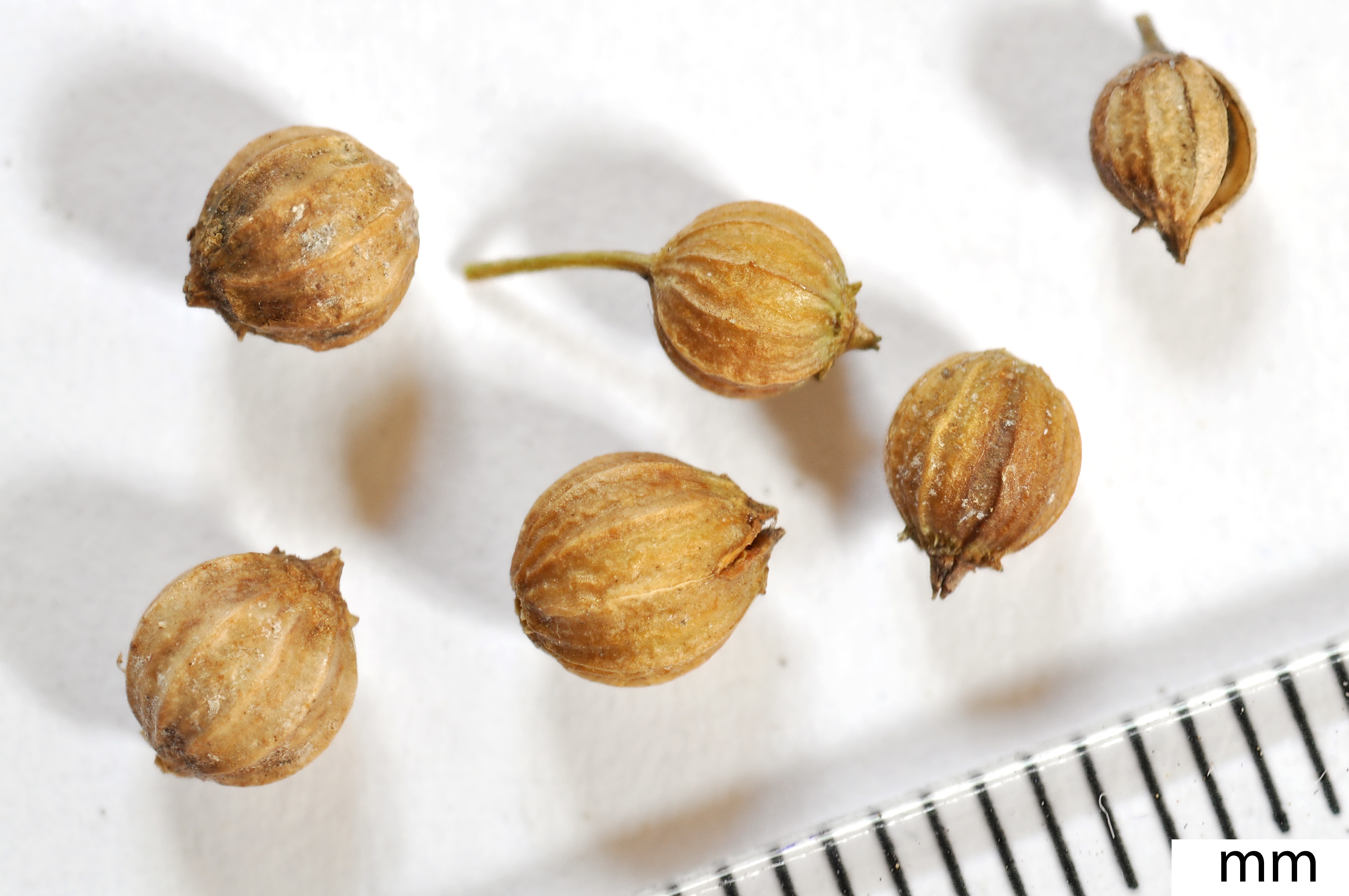
깟씨

## 같이 보기
- 고수 잎